# 쿠로 (프로게이머)
쿠로(본명: 이서행, 1994년 1월 4일 ~ )은 대한민국의 전직 리그 오브 레전드 프로게이머이다. 현재 LCK의 분석관으로 활동하고 있다. 선수 시절 포지션은 미드라이너이며 아이디는 Kuro를 사용했다.

## 선수 시절
2013년 3월 20일 LG-IM의 2팀에 입단하면서 프로 커리어를 시작했다. 프로 입문 이후 NLB 서머 2013에서 준우승을 차지하는데 기여했다.
2014년 5월 16일, 나진 블랙 소드로 이적했다. 나진 입단 이후 팀의 NLB 서머 2014 준우승에 공헌했다.
2015 시즌을 앞두고 후야 타이거즈에 입단했다. 쿠로는 타이거즈의 주전 미드라이너로 활약했다. 리그 오브 레전드 챔피언스 코리아 서머 2016에서 커리어 첫 우승을 경험했다. 쿠로는 서머 시즌 종료 이후 포스트시즌 MVP를 수상했다.
2017 시즌을 앞두고 아프리카 프릭스에 입단했다. 쿠로는 아프리카의 주전 미드라이너로 활약했으며 2017 서머 시즌 정규리그 MVP를 수상했다. 2018 스프링 시즌에도 팀이 준우승하는데 공헌했다.
2019 시즌을 앞두고 중국의 비리비리 게이밍에 입단했다. 비리비리 게이밍이 서머 시즌 포스트시즌 진출을 하는데 공헌했다.
2020 시즌을 앞두고 KT 롤스터에 입단했다.
2020 시즌 종료 후 현역에서 은퇴했다.

## 은퇴 이후
2021년 1월 6일, LCK 분석데스크에 섭외되었다.

## 소속팀
| # | 팀명            | 소속 기간             | 소속 리그 | 비고 |
| - | --------------- | --------------------- | --------- | ---- |
| 1 | LG-IM           | 2013.03.20~2014.05.16 | LCK       |      |
| 2 | 나진 블랙 소드  | 2014.05.16~2014.10.31 | LCK       |      |
| 3 | 후야 타이거즈   | 2014.11.14~2016.11.25 | LCK       |      |
| 4 | 아프리카 프릭스 | 2016.12.07~2018.11.20 | LCK       |      |
| 5 | 비리비리 게이밍 | 2018.12.06~2019.11.16 | LPL       |      |
| 6 | KT 롤스터       | 2019.12.06~2020.11.16 | LCK       |      |

## 수상 경력
- 기가바이트 나이스게임TV 리그 오브 레전드 배틀 서머 2013 준우승
- 아이티엔조이 나이스게임TV 리그 오브 레전드 배틀 서머 2014 준우승
- IEF 2014 우승
- 스베누 리그 오브 레전드 챔피언스 코리아 스프링 2015 준우승
- 리그 오브 레전드 월드 챔피언십 2015 준우승
- 롯데 꼬깔콘 리그 오브 레전드 챔피언스 코리아 스프링 2016 준우승
- 코카콜라 제로 리그 오브 레전드 챔피언스 코리아 서머 2016 우승
- 코카콜라 제로 리그 오브 레전드 챔피언스 코리아 서머 2016 포스트시즌 최우수선수
- 2016 LoL KeSPA컵 우승
- 리그 오브 레전드 챔피언스 코리아 서머 2017 정규시즌 최우수선수 (공동 수상)
- 리그 오브 레전드 챔피언스 코리아 스프링 2018 준우승
- 리프트 라이벌즈 2018 준우승
- e스포츠 명예의 전당 히어로즈
- 내셔널 e스포츠 토너먼트 2019 준우승